# Tung Chao Yung
Tung Chao Yung, beter bekend als C.Y. Tung, (Ningbo, 1912 - Hongkong, 15 april 1982) was een Chinese scheepsmagnaat en oprichter van Orient Overseas Line, nu Orient Overseas Container Line (OOCL). Op het hoogtepunt van zijn carrière bestond zijn vloot uit meer dan 150 schepen met meer dan 10 miljoen dwt, de grootste vloot na Yue-Kong Pao van World Wide Shipping. Onder meer het grootste schip ter wereld, de tanker Seawise Giant, maakte deel uit van deze vloot. Seawise stond daarbij voor de initialen C.Y. van Tung.
Hij begon als scheepsklerk in Shanghai en werd naast scheepsmagnaat ook bankier, filmmaker en computerdistributeur. Daarnaast kocht hij in 1970 de Queen Elizabeth om deze om te laten bouwen tot drijvende universiteit, de Seawise University. Nadat deze kapseisde kocht hij de Atlantic om het plan alsnog te laten slagen.
Zijn zoon Tung Chee-hwa werd de eerste Chief Executive van de Speciale Bestuurlijke Regio Hongkong.